# 林欲楫
林欲楫（1582年—？），字仕济，號季翀。福建晉江縣人，明朝政治人物。進士出身。

## 生平
萬曆三十一年（1603年）癸卯科福建鄉試解元。萬曆三十五年（1607年），登丁未科進士，授庶吉士、翰林院編修，后擔任起居注。泰昌初年，起用左中允。天启元年（1621年），转右谕德，升右庶子。擢詹事府少詹事，晋礼部右侍郎，因與閹黨衝突，改為南京吏部郎中。崇禎帝即位后，擢礼部尚书掌詹事府事。反對诛殺毛文龙，后離職。隆武帝入福建，召林欲楫入阁。不久林欲楫归家，病卒。

## 著作
著有《易勺解》、《学庸注补》诸书。

## 家族
曾祖林昭勉。祖父林元陽。父林武苴，都司佥事。母周氏。永感下。兄林欲厦，布政司右参政；林欲㭿、林欲栋，户部郎中；林欲梧。子林华昌。

## 參看
- 明朝解元列表